# Nembrotha cristata
Nembrotha cristata är en nakensnäcka i familjen Polyceridae och ordningen Nudibranchia och beskrevs för första gången av läkaren Rudolph Bergh 1877. 

## Beskrivning
Nembrotha cristata är en relativt stor nakensnäcka som brukar nå längder på 5 cm. De största individerna kan nå längder på omkring 12 cm. Dess storlek och färgteckning påminner om den nära släktingen Nembrotha kubaryana, men denna art saknar den orange färgen och foten är istället grön, medan kroppen är svart och har ett fläckigt mönster av klart gröna till gulgröna prickar. Även rhinoporerna är gröna liksom den mossliknande, köttiga strukturen på djurets dorsalsida. 

## Ekologi
Arten förekommer på ett djup mellan 3 och 20 meter. Habitatet utgörs av korallrev och atoller där de livnär sig på sjöpungar. Nembrotha cristata verkar föredra sjöpungar av arten Eudistoma olivaceum. 
Den gröna nyansen kan skifta mellan individer på grund av att de absorberar pigment och även gift från födan, och kulören fungerar som varningssignal för predatorer. 
Nembrotha cristata har en livslängd på ett år och är hermafroditer, tvåkönade. Vid parningen beter sig en individ som hane och den andra som hona. Äggen placeras på lämpliga substrat och planktonliknande larver kläcks.   

## Utbredning
Nembrotha cristata förekommer i det tropiska, västra havsområdet mellan Indiska oceanen och Stilla havet. 

## Trivia
Arten utgör inte något hot för människor men kan vara giftig för vattenlevande predatorer som försöker äta den. Giftet lagras i ett slem på kroppsytan och fungerar som ett effektivt försvar.

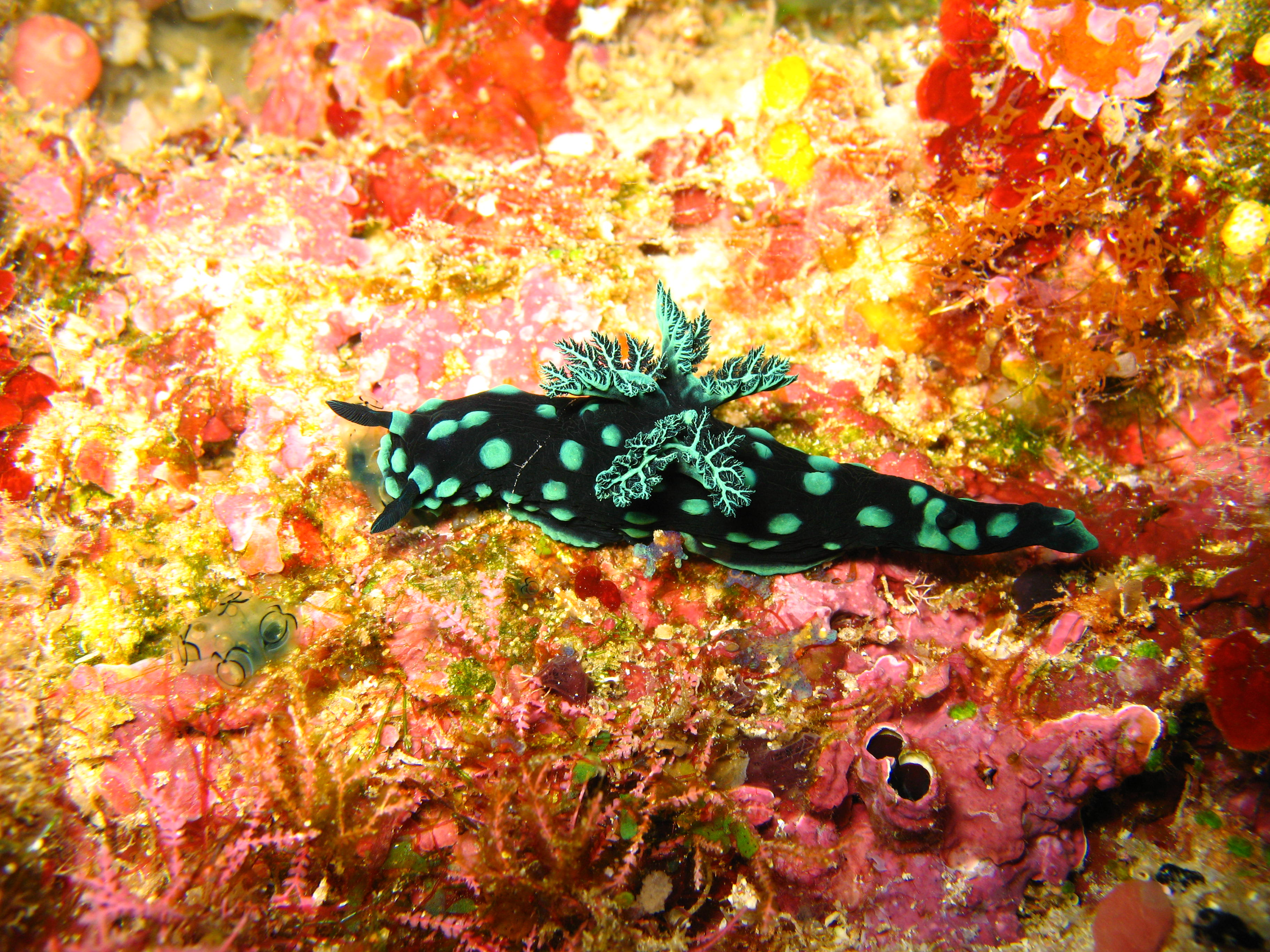
Nembrotha cristata i naturlig miljö
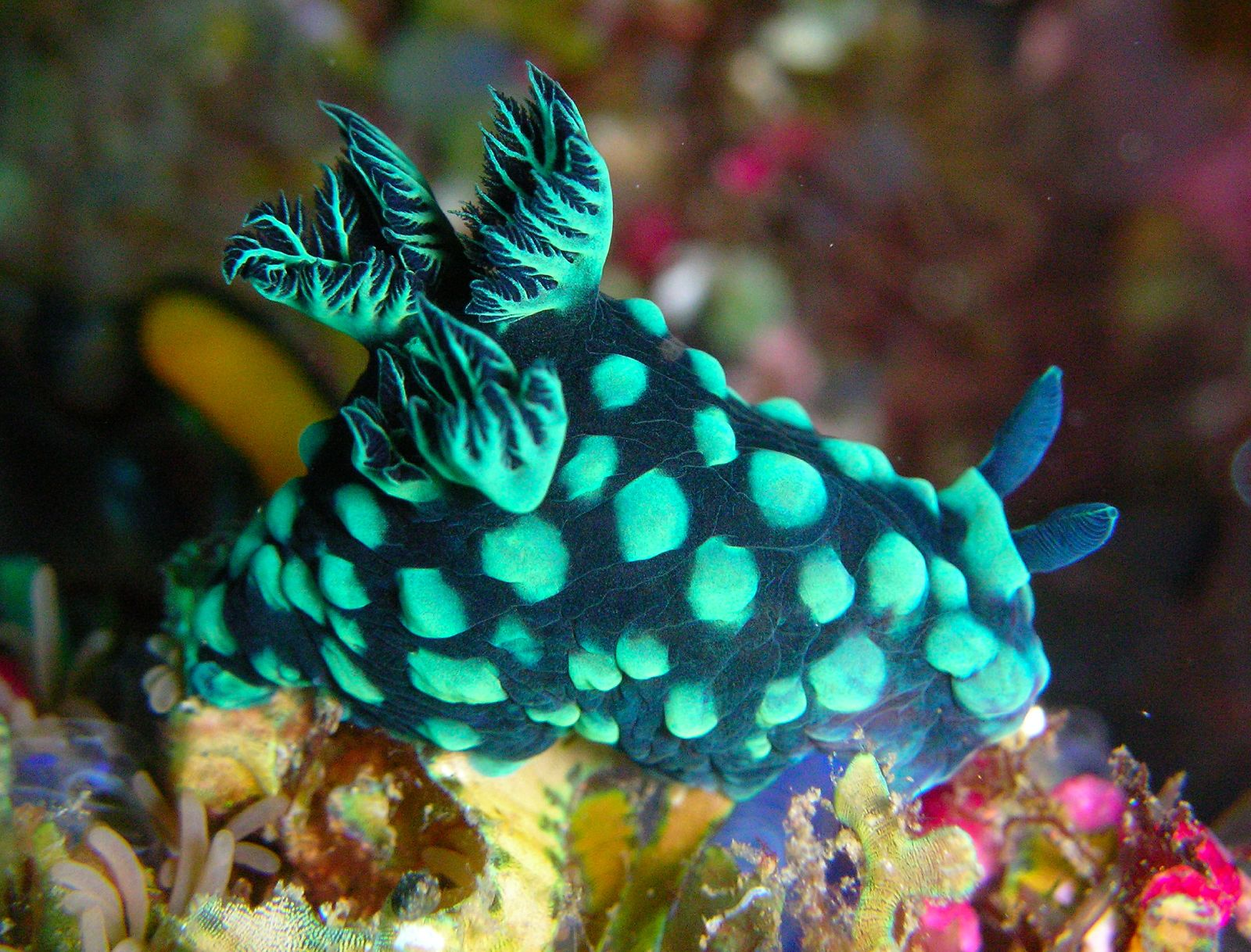
Närbild av individ med klart grön färg